# Họ Cá dơi
Họ Cá dơi (danh pháp khoa học: Ogcocephalidae) là một họ cá biển sống ở tầng đáy, các loài thuộc họ này đều dễ thích nghi. Chúng được tìm thấy ở vùng nước sâu, vùng biển sâu của Đại Tây Dương, Ấn Độ Dương và Tây Thái Bình Dương.
Trong tiếng Anh, tên gọi batfish thông thường cũng được dùng cho họ cá tai tượng Ephippidae ở giống Platax. Cá của chi này cũng dẹt nhưng không phải nằm ngang với đáy. Chúng có vây kéo dài, dường như thẳng đứng hơn là nằm ngang và bơi cao hơn trong cột nước biển. Tên thông thường batfish là điểm chung duy nhất của hai họ cá này.

## Đặc điểm
Chúng là những loài cá dưới đáy, chủ yếu được tìm thấy trên sườn lục địa ở độ sâu từ 200 đến 1.000 m (660 và 3.280 ft). Tuy nhiên, một số chi ở Tân Thế giới lại sống ở nhiều vùng biển nông ven bờ và cửa sông.
Chúng có ngoại hình kỳ dị như một vòng tròn lớn, hình tam giác, hoặc hình hộp (đối với Coelophrys) ở đầu và một cái đuôi nhỏ. Các thành viên lớn nhất của họ này là khoảng 50 cm (20 in) chiều dài. Các vây lưng có thể có thể được rút lại thành một khoang illicial trên miệng. Chúng tiết ra một chất lỏng nghĩ để hoạt động như một mồi nhử hóa, thu hút con mồi. Phân tích dạ dày của chúng chỉ ra rằng nó là loài ăn cá, động vật giáp xác, giun nhiều tơ và sâu biển.
Cá dơi được phát hiện ở khắp các vùng biển nhiệt đới có đáy cát và sỏi. Chúng có thân dẹt tựa một con cá bơn, có cái đầu phồng ra lạ lùng như một con cá ếch, và đi bộ trên những chiếc vây biến đổi. Chúng thuộc về một bộ cá gọi là bộ anglerfish (cá thợ săn – Lophiiforme) và vì vậy chúng có một mồi nhử để thu hút con mồi. Chúng cũng có một bộ phận giống mũi nhô ra giữa hai mắt. Vây bụng bất thường của chúng đã phát triển thành một công cụ cho phép chúng đi bộ trên đáy biển. Vây ngực của chúng dài ra như những cánh tay để giữ chúng ở đúng vị trí. Các vây cũng giúp chúng đào hang xuống dưới sâu và phủ cát lên thân để ngụy trang.
Trong số các loài thuộc họ này, đáng chú ý hơn cả là loài Ogcocephalus darwini, tức cá dơi môi đỏ. Chúng nổi bật và đáng chú ý với cặp môi đỏ lừ, giống cặp môi của thiếu nữ được tô son hấp dẫn, đôi môi đỏ chính là sự cuốn hút chết người với các con mồi. Những con cá nhỏ, tôm, giáp xác thấy cái môi đỏ hay lao đến ăn nhưng cái miệng đỏ chót sẽ nhanh như chớp nuốt gọn chúng.